# ベイビーシャンブルズ
ベイビーシャンブルズ (Babyshambles) は、元ザ・リバティーンズのメインソングライターの1人ピート・ドハーティが率いるイギリス・ロンドン出身のロックバンド。ドハーティがリバティーンズを一時脱退していた時に結成していたバンドだったが、メインプロジェクトになった。アルバムを3枚、EPを1枚、シングルをいくつかリリースしている 。

## メンバー

### 現メンバー
- ピート・ドハーティ (Pete Doherty、1979年3月12日 - ) ボーカル。
- アダム・フィセク (Adam Ficek) ドラムス。

ソロプロジェクト「Roses, Kings, Castles」でカジヒデキとスプリット盤シングルをリリースしている。
- ドリュー・マコーネル (Drew McConnell、1978年11月10日 - ) ベース・コーラス。

ザ・ストロークスのアルバート・ハモンド・ジュニアとユニット「ヘルシンキ」を組みレコーディングを行った。
- ミック・フィットノール (Mick Whitnall) ギター。

### 元メンバー
- Scarborough Steve ボーカル 03 - 03。

元リバティーンズ。
- ジェマ・クラーク (Gemma Clarke) ドラムス 04 - 05年1月。

女性ドラマー。マネージャーとの意見の相違により脱退。
- パトリック・ウォールデン (Patrick Walden、1978年10月5日 - 2025年6月[4]) ギター。

## 来歴

### 初期
2003年の中頃、ドラッグ問題を解決しない限りバンドに参加することを拒絶されたドハーティは、元リバティーンズのスティーヴ・バーロウをボーカルに迎えバンドを結成する。ベイビーシャンブルズのファースト・ギグが予定されていた夜、ドハーティはカール・バラーのフラットに強盗に入り逮捕される。
ドハーティは2か月の禁固刑の判決を下され、服役する。釈放後、リバティーンズに復帰。限定版シングル「ベイビーシャンブルズ」を2004年4月にリリース。
2004年初夏、ドハーティはドラッグ使用によりリバティーンズを再び脱退。ベイビーシャンブルズに専念するようになり、パトリック・ウォールデンをギター、ジェマ・クラークをドラムス、ピーター・ペレットの2人の息子、ジェイミーとピーター・ジュニアをそれぞれギターとベースとして迎える。2004年晩夏、ドハーティがボーカル、ジェマ・クラークがドラムス、パトリック・ウォールデンがギター、ドリュー・マコーネルがベースとなる。

### UKツアー
2004年11月29日、シングル「キラマンジャイロ」をラフ・トレード・レコードからリリース、全英8位を記録。
ブラックプールのギグでは、ドハーティが酒に酔い満足に立っていることもできない状態だったので、他のメンバーがステージから下りてしまう。また、ロンドン・アリストロのギグではドハーティが姿を現さず暴動が起きた。
2005年1月、ドラマーのジェマ・クラークが脱退。アダム・フィセクが加入。

### デビューアルバム『ダウン・イン・アルビオン』
2005年4月 - 5月、元ザ・クラッシュのミック・ジョーンズをプロデューサーに迎えスタジオ入りする。2005年11月14日、デビューアルバム『ダウン・イン・アルビオン』をリリース、全英10位を記録。8月15日、アルバムからの1stシングル「ファック・ フォーエバー」をリリース、全英4位を記録。11月28日、2ndシングル「アルビオン」をリリース、全英8位を記録。
2005年7月、オアシスのUKツアーのサポートに抜擢されるが、ドハーティがケイト・モスとファッションデザイナーのエディ・スリマンの誕生日パーティに出席。ドハーティが時間内に会場入りできなくなったため、オアシスはサポートをキャンセルした。

### 2006年 - 2007年
2月、パトリック・ウォールデンが脱退。
NMEアワーズで「アルビオン」を披露、ドハーティは「セクシーな男性アーティスト」に選ばれる。
10月、ジョー・ストラマーのチャリティ団体のために、チャリティ・シングル「ジェニー・ジョーンズ」をリリース。収録曲はザ・クラッシュの「ジェニー・ジョーンズ」のカヴァー・ソングであり、ラリキン・ラヴ、ダーティ・プリティ・シングス、ウィー・アー・サイエンティスツ、クークス、ギリーマッツなどのバンドも参加している。リバティーンズ解散後、初めてのバラーとドハーティのコラボレーションとなったが、一緒にレコーディングしたわけではなかった。
2007年1月、パーロフォンと長期契約を結ぶ。2007年夏、グラストンベリー・フェスティバルに出演。

### 『ショッターズ・ネイション』
2007年10月1日、2ndアルバム『ショッターズ・ネイション』をリリース。プロデューサーはスティーヴン・ストリート、「ロスト・アート・オブ・マーダー」ではバート・ヤンシュが参加している。
2007年11月、ファースト・アリーナ・ツアーを行う。MENアリーナ、ウェンブリー・アリーナ、ナショナル・インドア・アリーナなどでライヴを行う。
2007年12月3日、アルバムからの2ndシングル「ユー・トーク」をリリース。

### 2008年
レディング・フェスティバルに出演。

## ディスコグラフィ

### スタジオ・アルバム
| 発売年 | タイトル                                    | UKチャート |
| ------ | ------------------------------------------- | ---------- |
| 2005年 | ダウン・イン・アルビオン (Down In Albion)   | 10         |
| 2007年 | ショッターズ・ネイション (Shotter's Nation) | 5          |

### ライブ・アルバム
| 発売年 | タイトル                                                                                     | UKチャート |
| ------ | -------------------------------------------------------------------------------------------- | ---------- |
| 2008年 | ベイビーシャンブルズ・ライヴ！〜OH ! ホワット・ア・ラヴリー・ツアー (Oh! What A Lovely Tour) | -          |

### EP
| 発売年 | タイトル                                   |
| ------ | ------------------------------------------ |
| 2005年 | ファック・フォーエバー (Fuck Forever)      |
| 2005年 | アルビオン (Albion)                        |
| 2006年 | ザ・ブラインディング EP (The Blinding EP ) |

### シングル
| 発売年 | タイトル                              | UKチャート |
| ------ | ------------------------------------- | ---------- |
| 2004年 | ベイビーシャンブルズ (Babyshambles)   | 32         |
| 2004年 | キラマンジャイロ (Killamangiro)       | 8          |
| 2005年 | ファック・フォーエバー (Fuck Forever) | 4          |
| 2005年 | アルビオン (Albion)                   | 8          |
| 2006年 | ジェニー・ジョーンズ (Janie Jones)    | 17         |
| 2007年 | デリヴァリー (Delivery)               | 6          |
| 2007年 | ユー・トーク (You Talk)               | 54         |